# Ralph Brown
Ralph William John Brown (Cambridge, 18 giugno 1957) è un attore e drammaturgo britannico.
È sposato dal 1992 con l'attrice Jenny Jules.

## Filmografia parziale

### Cinema
- Vendetta (The Hit), regia di Stephen Frears (1984)
- Shakespeare a colazione (Withnail & I), regia di Bruce Robinson (1987)
- Buster, regia di David Green (1988)
- Scandal - Il caso Profumo (Scandal), regia di Michael Caton-Jones (1989)
- L'ora del tè (Diamond Skulls), regia di Nick Broomfield (1989)
- Chopin amore mio (Impromptu), regia di James Lapine (1991)
- Il mio papà è il Papa (The Pope Must Die), regia di Peter Richardson (1991)
- Alien³, regia di David Fincher (1992)
- La moglie del soldato (The Crying Game), regia di Neil Jordan (1992)
- Coppia d'azione (Undercover Blues), regia di Herbert Ross (1993)
- Fusi di testa 2 - Waynestock (Wayne's World 2), regia di Stephen Surjik (1993)
- Amistad, regia di Steven Spielberg (1997)
- Up 'n' Under, regia di John Godber (1998)
- Star Wars: Episodio I - La minaccia fantasma (Star Wars: Episode I - The Phantom Menace), regia di George Lucas (1999)
- Last Run, regia di Anthony Hickox (2001)
- Mean Machine, regia di Barry Skolnick (2001)
- I'll Be There - Mio padre è una rockstar (I'll Be There), regia di Craig Ferguson (2003)
- L'esorcista - La genesi (Exorcist: The Beginning), regia di Renny Harlin (2004)
- Dominion: Prequel to the Exorcist, regia di Paul Schrader (2005)
- Stoned, regia di Stephen Woolley (2005)
- Uragano (Flood), regia di Tony Mitchell (2007)
- Closure - Vendetta a due (Straightheads), regia di Dan Reed (2007)
- The Contractor - Rischio supremo (The Contractor), regia di Josef Rusnak (2007)
- I Love Radio Rock (The Boat That Rocked), regia di Richard Curtis (2009)
- Mission London, regia di Dimitar Mitovski (2010)
- The Kid, regia di Nick Moran (2010)
- Sus, regia di Robert Heath (2010)
- Killing Bono, regia di Nick Hamm (2011)
- I, Anna, regia di Barnaby Southcombe (2012)
- Dark Tide, regia di John Stockwell (2012)
- Tower Block, regia di James Nunn e Ronnie Thompson (2012)
- Stoker, regia di Park Chan-wook (2013)
- Il cacciatore di giganti (Jack the Giant Slayer), regia di Bryan Singer (2013)
- The Deadly Game - Gioco pericoloso (All Things to All Men), regia di George Isaac (2013)
- Walking with the Enemy, regia di Mark Schmidt (2013)
- Final Score, regia di Scott Mann (2018)
- Gemini Man, regia di Ang Lee (2019)

### Televisione
- Metropolitan Police (The Bill) - serie TV, 11 episodi (1985-1986)
- Rules of Engagement - miniserie TV (1989)
- Ivanhoe - miniserie TV (1997)
- Extremely Dangerous - miniserie TV (1999)
- Lexx - serie TV, 4 episodi (2000)
- Lock, Stock... - serie TV, 7 episodi (2000)
- Nighty Night - serie TV, 6 episodi (2005)
- Coronation Street - serie TV, 3 episodi (2005)
- Cattle Drive - serie TV, 4 episodi (2006)
- Life on Mars - serie TV, 2 episodi (2007)
- Cape Wrath - Fuga dal passato (Cape Wrath) - serie TV, 8 episodi (2007)
- Nearly Famous - serie TV, 5 episodi (2007)
- Him & Her - serie TV, 8 episodi (2010-2013)
- The Assets - miniserie TV (2014)
- Babylon - miniserie TV (2014)
- Agent Carter - serie TV, 4 episodi (2015)

## Doppiatori italiani
Nelle versioni in italiano dei suoi film, è stato doppiato da:
- Fabrizio Pucci in Alien³, I Love Radio Rock
- Angelo Nicotra in Stoker, Cape Wrath - Fuga dal passato
- Stefano De Sando in Star Wars: Episodio I - La minaccia fantasma, Gemini Man
- Massimo Giuliani in Shakespeare a colazione
- Franco Ricordi in La moglie del soldato
- Mino Caprio in Fusi di testa 2 - Waynestock
- Saverio Moriones in Mean Machine
- Fabrizio Temperini in Lock, Stock...
- Saverio Indrio in The Contractor - Rischio supremo
- Sergio Di Giulio in Dark Tide
- Luca Biagini in Elementary
- Paolo Buglioni in Agent Carter
- Roberto Stocchi in New Amsterdam